# اليوم العالمي للتوعية بخطر الألغام
اليوم العالمي للتوعية بخطر الألغام، أعلنت الجمعية العامة للأمم المتحدة، بموجب قرارها 97/60 المؤرخ في 8 كانون الأول/ديسمبر 2005، يوم 4 نيسان/أبريل من كل عام رسميا اليوم الدولي للتوعية بالألغام والمساعدة في الأعمال المتعلقة بالألغام.

## خلفية تاريخية
دعت الجمعية العامة للأمم المتحدة إلى استمرار الجهود التي تبذلها الدول، بمساعدتها والمنظمات ذات الصلة المشاركة في الأعمال المتعلقة بالألغام، للقيام، حسب الاقتضاء، بتشجيع بناء قدرات وطنية وتطويرها في مجال الأعمال المتعلقة بالألغام في البلدان التي تشكل فيها الألغام والمخلفات المنفجرة للحرب تهديدا خطيرا على سلامة السكان المدنيين المحليين وصحتهم وأرواحهم، أو عائقا أمام جهود التنمية الاجتماعية والاقتصادية على الصعيدين الوطني والمحلي.

## موضوع عام 2018
يؤكد الموضوع ’’تعزيز الحماية والسلام والتنمية‘‘ رؤية الأمين العام وإصلاحاته في هيكل السلام والأمن التي تشمل مجمل العمل الإنساني وبناء السلام والتنمية المستدامة. ولأكثر من 20 عامًا، كان عمل دائرة الأمم المتحدة للأعمال المتعلقة بالألغام مدفوعًا باحتياجات الأشخاص المتأثرين ومصممة خصيصًا للتهديد بمخاطر المتفجرات التي يواجهها المدنيون وحفظة السلام والعاملين في المجال الإنساني.
وتعتبر الإجراءات المتعلقة بالألغام عملاً إنسانياً لإنها تنقذ الأنفس. وتضمن تلك الإجراءات إيجاد الألغام الأرضية وأخطار المواد المنفجرة في المناطق التي مزقتها الحروب ومن ثم تدمير تلك الألغام والمواد، مما يمكن في نهاية المطاف من إيصال المساعدات الإنسانية إلى المحتاجين لها. وتنسق إدارة الأمم المتحدة للإجراءات المتعلقة بالألغام أعمال فرق لتطهير الطرق والمدارج من المواد المنفجرة فضلا عن تدريب السكان المحليين على إزالة الألغام والتخلص من المواد المنفجرة. ولذا، فعمل هذه الإدارة الأممية هو عمل أولي حاسم في الجهود الإنسانية التي تبذل في ما بعد.